# مضاد اكتئاب غير نمطي
مضادات الاكتئاب غير النمطية هي مجموعة من الأدوية التي لا تنتمي إلى الفئات التقليدية مثل مثبطات إعادة امتصاص السيروتونين الانتقائية (SSRIs) أو ثلاثية الحلقات (TCAs). تختلف هذه الأدوية في آليات عملها وتأثيراتها الجانبية، لذا تُستخدم غالبًا عندما لا تنجح الأدوية التقليدية أو عند وجود أعراض محددة مثل الأرق أو فقدان الشهية.
تشمل مضادات الاكتئاب غير التقليدية ما يلي:
- أغوميلاتين
- بوبروبيون
- إيبريندول [الإنجليزية]
- أوبيبرامول
- تيانيبتين
- ميانسيرين
- ميرتازابين
- ترازودون
- نيفازودون

كل دواء في هذه المجموعة يعمل بطريقة مختلفة: بعضها يؤثر على السيروتونين والنورإبينفرين والدوبامين. بعضها يعمل كمضاد لمستقبلات معينة (مثل H1 أو α2)، ما يمنحه تأثيرًا مهدئًا أو منبّهًا حسب الدواء.